# Bolivia en los Juegos Olímpicos de Montreal 1976
Bolivia estuvo representada en los Juegos Olímpicos de Montreal 1976 por un total de 4 deportistas masculinos que compitieron en 4 deportes.
El equipo olímpico boliviano no obtuvo ninguna medalla en estos juegos.

## Participaciones

### Atletismo
Maratón varones
- Lucio Guachalla, 2:45:31 (puesto 60).

### Ciclismo
Ruta individual
- Marco Soria, no finalizó.

1000 m contrarreloj
- Marco Soria, 1:14.480 (puesto 26).

### Hipismo
Salto
- Roberto Nielsen-Reyes, no finalizó.

### Tiro deportivo
50 metros pistola
- Jaime Sánchez, 531 pts. (puesto 29).